# Нів Кемпбелл
Нів Адріанна Ке́мпбелл (англ. Neve Campbell; (нар. 3 жовтня 1973, Гвелф, Онтаріо, Канада) — канадська акторка, артистка балету, продюсерка та сценаристка. Найвідоміша роль: Сідні Прескотт у тетралогії «Крик».

## Кар'єра
Вперше на телеекранах Кемпбелл з'явилася у 1991 році у канадському серіалі «Моє друге я», де виконала епізодичну роль. Першу помітнішу роль зіграла за рік в епізоді серіалу «Таблетка радості». У 1992 році на канадському телебаченні стартував молодіжний серіал «Подіум», у якому протягом 2 років Кемпбелл втілювала Дейзі Маккензі. У 1996 виконала роль відьми Рошель у фільмі «Чаклунство». Успіх на телебаченні виборола роботою в серіалі «Нас п'ятеро», де виконувала роль Джулії Селінджер з 1994 по 2000 рік.
Найвищої популярності досягла у 1996 році, виконавши роль Сідні Прескотт у трилері «Крик». За цю роль Нів Кемпбелл отримала премію «Сатурн» і була номінована на премію MTV Movie Awards, а фільм, що зібрав у прокаті $173 046 663, став початком однойменної трилогії — «Крик 2» (1997) і «Крик 3» (2000), в яких Кемпбелл також виконала головну роль. За роль у другій частині трилогії Кемпбелл отримала премію MTV Movie Awards.
Нів Кемпбелл знову виконувала роль Сідні Прескотт 2011 року в «Крик 4», 2022 року в п'ятій частині «Крик» та в запланованій до виходу в 2026 році сьомій частині  «Крик 7».

## Особисте життя
У квітні 1995 року одружилася з канадським актором Джеффом Кольтом, розлучилася у 1998. У 2005 році почала зустрічатися з англійським актором Джоном Лайтом. В травні 2007 року побралася з ним у Малібу.

## Фільмографія

### Фільми
| Рік  |   | Українська назва             | Оригінальна назва               | Роль                  |
| ---- | - | ---------------------------- | ------------------------------- | --------------------- |
| 1993 | ф | -                            | The Dark                        | Officer Jesse Donovan |
| 1994 | ф | -                            | Paint Cans                      | Tristesse             |
| 1994 | ф | -                            | The Passion of John Ruskin      | Tristesse             |
| 1996 | ф | -                            | Love Child                      | Deidre                |
| 1996 | ф | Чаклунство                   | The Craft                       | Бонні, відьма         |
| 1996 | ф | Крик                         | Scream                          | Сідні Прескотт        |
| 1997 | ф | Крик 2                       | Scream 2                        | Сідні Прескотт        |
| 1998 | ф | Дикі штучки                  | Wild Things                     | Сьюзі Толлер          |
| 1998 | ф | Студія 54                    | 54                              | Джулі Блек            |
| 1998 | ф | -                            | Hairshirt                       | Renée Weber           |
| 1998 | ф | Король Лев 2: Гордість Сімби | The Lion King II: Simba's Pride | Кіара                 |
| 1999 | ф | Танго втрьох                 | Three to Tango                  | Емі Пост              |
| 2000 | ф | Втопимо Мону                 | Drowning Mona                   | Еллен «Еллі» Раш      |
| 2000 | ф | -                            | Panic                           | Sarah Cassidy         |
| 2000 | ф | Крик 3                       | Scream 3                        | Сідні Прескотт        |
| 2002 | ф | Дослідження сексу            | Investigating Sex               | Еліс                  |
| 2003 | ф | Втрачений перехід            | Lost Junction                   | Міссі Лофтон          |
| 2003 | ф | -                            | The Company                     | Loretta "Ry" Ryan     |
| 2003 | ф | -                            | Blind Horizon                   | Chloe Richards        |
| 2004 | ф | -                            | When Will I Be Loved            | Vera Barrie           |
| 2004 | ф | -                            | Churchill: The Hollywood Years  | Princess Elizabeth    |
| 2006 | ф | Дивні родичі                 | Relative Strangers              | Елен Мінолла          |
| 2007 | ф | Розділ                       | Partition                       | Маргарет Стілвелл     |
| 2007 | ф | -                            | I Really Hate My Job            | Abi                   |
| 2007 | ф | Замикаючи коло               | Closing the Ring                | Марі Гарріс           |
| 2008 | ф | -                            | Agent Crush                     | Cassie                |
| 2011 | ф | Крик 4                       | Scream 4                        | Сідні Прескотт        |
| 2011 | ф | -                            | The Glass Man                   | Julie Pyrite          |
| 2015 | ф | -                            | Walter                          | Allie                 |
| 2018 | ф | Хмарочос                     | Skyscraper                      | Сара Сав'єр           |
| 2018 | ф | -                            | Hot Air                         | Valerie Gannon        |
| 2019 | ф | -                            | Castle in the Ground            | Rebecca Fine          |
| 2020 | ф | -                            | Clouds                          | Лаура Собіч           |
| 2022 | ф | Крик                         | Scream                          | Сідні Прескотт        |
| 2026 | ф | Крик 7                       | Scream 7                        | Сідні Прескотт        |

### Серіали
| Рік  |   | Українська назва                  | Оригінальна назва             | Роль                        |
| ---- | - | --------------------------------- | ----------------------------- | --------------------------- |
| 1991 | с | -                                 | My Secret Identity            | Student                     |
| 1992 | с | -                                 | The Kids in the Hall          | Laura Capelli               |
| 1992 | с | -                                 | Catwalk                       | Daisy McKenzie              |
| 1994 | с | -                                 | I Know My Son is Alive        | Beth                        |
| 1994 | с | -                                 | The Forget-Me-Not Murders     | Jess Foy                    |
| 1994 | с | Чи боїшся ти темряви?             | Are You Afraid of the Dark?   | Nonnie Walker               |
| 1994 | с | -                                 | Kung Fu: The Legend Continues | Trish Collins               |
| 1994 | с | -                                 | Aventures dans le Grand Nord  | Nepeese                     |
| 1994 | с | -                                 | Party of Five                 | Julia Salinger              |
| 1995 | с | -                                 | MADtv                         | Julia Salinger              |
| 1996 | с | -                                 | The Canterville Ghost         | Virginia "Ginny" Otis       |
| 1997 | с | Суботнього вечора в прямому ефірі | Saturday Night Live           | Host                        |
| 2002 | с | Останній шанс                     | Last Call                     | Frances Kroll               |
| 2005 | с | -                                 | Reefer Madness                | Miss Poppy                  |
| 2007 | с | Медіум                            | Medium                        | Debra                       |
| 2008 | с | -                                 | Burn Up                       | Holly Dernay                |
| 2009 | с | -                                 | The Philanthropist            | Olivia Maidstone            |
| 2009 | с | -                                 | Sea Wolf                      | Maud Brewster               |
| 2009 | с | Сімпсони                          | The Simpsons                  | Cassandra                   |
| 2012 | с | Титанік: Кров і сталь             | Titanic: Blood and Steel      | Joanna Yaegar               |
| 2012 | с | Анатомія Грей                     | Grey's Anatomy                | Dr. Lizzie Shepherd         |
| 2013 | с | -                                 | An Amish Murder               | Kate Burkholder             |
| 2014 | с | Божевільні                        | Mad Men                       | Lee Cabot                   |
| 2015 | с | -                                 | Welcome to Sweden             | Diane                       |
| 2015 | с | Мангеттен                         | Manhattan                     | Kitty Oppenheimer           |
| 2016 | с | Картковий будинок                 | House of Cards                | LeAnn Harvey                |
| 2022 | с | Лінкольн для адвоката             | The Lincoln Lawyer            | Margaret "Maggie" McPherson |
| 2023 | с | Поплавлений метал                 | Twisted Metal                 | Рейвен                      |